# Лопухин, Пётр Сергеевич
Пётр Сергеевич Лопухи́н (14 февраля 1885 года — 20 июля / 2 августа 1962 года, Кламар, Франция) — церковный писатель, богослов, издатель, деятель Земства, участник Гражданской войны и Белого движения, деятель Русского зарубежья, член РПЦЗ, общественный деятель, педагог и организатор учебных заведений.

## Биография
Родился в русской дворянской семье. Работал в России в Земстве. После октября 1917 года участвовал в Гражданской войне в Белом Движении.
С 1920 года — в эмиграции в Югославии, жил в Белграде. Активно участвовал в процессе создания РПЦЗ, был организатором учебных заведений и общественных русских организаций, активист кружка преподобного Серафима Саровского.
С 1925 года возглавил Братство преподобного Серафима Саровского, был многолетним его председателем.
С 1935 года работал в канцелярии Синода РПЦЗ в Сремски-Карловци.
После Второй мировой войны — в Германии, затем во Франции, епархиальный секретарь РПЦЗ в епархии Западной Европы при архиепископе Иоанне (Максимовиче).
Похоронен на Кладбище Сент-Женевьев-де-Буа.

### Издатель
В 1959 году — один из основателей Объединения «Православное дело».
С 1959 по 1962 год — издавал журнал «Вестник Православного Дела» в Женеве.

## Семья
Первым браком женился на княжне Татьяне Владимировне Голицыной (1892, Москва — 1920, София), дочери московского городского головы В. М. Голицына. Дети:
- Елизавета (1915, Москва — 1997, Лима), замужем за Вадимом Павловичем Никитиным.
- Татьяна (1916, Москва — 1983, Нью-Йорк), замужем за князем Дмитрием Владимировичем Голицыным (1914—1976). Внуки:
  - Татьяна Дмитриевна Голицына (р. 1943, Вена)
  - Дмитрий Дмитриевич Голицын (1947, Мюнхен — 2023, Нью-Йорк), правнуки: Филипп (р. 1979), Екатерина (р. 1982).
  - Пётр Дмитриевич Голицын (р. 1955, Мендоса, Аргентина), женат на эрцгерцогине Марии Анне Австрийской[англ.], внучке последнего императора Австро-Венгрии Карла I, у них шестеро детей.

Вторая супруга — Мария Константиновна Львова (1899—1987)

## Сочинения
- Православный путь: Братство св. Серафима Саровского. — Белград, 1932. — 24 с.
- Мысли митрополита Антония, записанные П. С. Лопухиным. — Сремски Карловцы, 1936.
- Митрополит Антоний о государстве, Руси и России. — Сремски-Карловци, 1936. — 58 с.
- Преподобный Серафим и пути России. — Ладомирово: Типографское братство преподобного Иова Почаевского, 1939.
- Материалы к изучению Святой Руси. — Ладомирово: Типографское братство преподобного Иова Почаевского, 1940.
- О православном человеке. — Мюнхен: Обитель преподобного Иова Почаевского, 1951
- Святая Русь и Российское государство. — Мюнхен, 1953. — 21 с.
- Заветы и мысли П. С. Лопухина, основателя Православного дела. — Издание Православного дела, 1971.
- «От него нельзя оторваться…» : святитель Иоанн Шанхайский в письмах Петра Сергеевича Лопухина к протоиерею Георгию Граббе / предисловие, подготовка текста к публикации, комментарии: священник Георгий Павлович. — Москва : Издательство Православного Свято-Тихоновского гуманитарного университета, 2022. — 296 с. — (Русские судьбы двадцатого века). — ISBN 978-5-7429-1467-9. — 1500 экз.